# Веремєєв Владислав Олександрович
Владисла́в Олекса́ндрович Веремє́єв (нар. 25 вересня 1998, Курахове) — український футболіст, захисник «Земпліна» (Михайлівці).

## Життєпис
Футбольний шлях розпочав у клубі «УОР-Олімпік» (Донецьк), потім — в УФК (Дніпропетровськ). У складі цих клубів виступав у ДЮФЛУ. По завершенні навчання залишився в Дніпрі та підписав контракт з місцевим однойменним клубом, в складі якого виступав у молодіжному чемпіонаті України. У команді U-19 зіграв 29 матчів та відзначився 1 голом. У лютому 2017 року перейшов до одеського «Чорноморця». У молодіжній команді одеситів зіграв 22 матчі. У грудні 2017 року залишив розташування «моряків» та перейшов до складу кропивницької «Зірки». У складі кропивничан дебютував 18 лютого 2018 року в програному (0:3) домашньому поєдинку 20-го туру Прем'єр-ліги проти ФК «Маріуполь». Владислав вийшов на поле в стартовому складі, а на 34-й хвилині його замінив Олексій Збунь.
У січні 2020 року перейшов до естонського клубу «Нимме Калью», де провів півтора сезони. За цей час на його рахунку 15 матчів за команду, в яких він не відрізнявся гольовими діями. Згодом грав на батьківщині за «Скорук».
2023 року грав за латвійську «Єлгаву», у складі якої він провів 18 матчів і забив 1 гол, а у січні 2024 року перейшов у словацький «Земплін»